# جميلة الصحراوي
جميلة الصحراوي مواليد 1950 بمدينة تازمالت، هي مخرجة وكاتبة سيناريو جزائرية معروفة بأفلامها الوثائقية وكذا أفلام الخيال العلمي.

## روابط خارجية
- جميلة الصحراوي على موقع IMDb (الإنجليزية)
- جميلة الصحراوي على موقع ألو سيني (الفرنسية)
- جميلة الصحراوي على موقع أول موفي (الإنجليزية)
- جميلة الصحراوي على موقع قاعدة بيانات الأفلام السويدية (السويدية)
- جميلة الصحراوي على موقع قاعدة بيانات الفيلم (الإنجليزية)
- جميلة الصحراوي على موقع كينوبويسك (الروسية)
- "Djamila SAHRAOUI. Biographie". أفريكولتوريس (بالفرنسية). Afri. Archived from the original on 2019-12-16..